# Tavers
Tavers é uma comuna francesa na região administrativa do Centro, no departamento Loiret. Estende-se por uma área de 22,55 km². Em 2010 a comuna tinha 1 386 habitantes (densidade: 61,5 hab./km²).